# Pa' Ti + Lonely
„Pa' Ti“ a „Lonely“ (souhrnně označované jako „Pa' Ti + Lonely“) jsou dvě písně nahrané americkou zpěvačkou Jennifer Lopez a kolumbijským zpěvákem Malumou pro soundtrack připravovaného filmu, Marry Me (2021). Byli propuštěni 24. září, 2020, Sony Music Latin.
Dvoudílný videoklip ke skladbám „Pa' Ti“ a „Lonely“ režíroval Jessy Terrero, a natáčel se Huntingtonu (nachází se v New Yorku) a New York City. Video, stejně jako zákulisní video, mělo premiéru 24. září, 2020, na TikTok Live.

## Žebříčky

### „Pa' Ti“
| Hitparády (2020)                 | pozice |
| -------------------------------- | ------ |
| US Latin Pop Airplay (Billboard) | 22     |

## Obsazení

### „Pa' Ti“
- Jennifer Lopez — textař, vokály
- Maluma — textař, vokály
- Andrea Mangiamarchi „Elena Rose“ — textař
- Jon Leone – textař, producent
- Edgar Barrera – textař, producent
- Amber Rubi Urena — administrativní koordinátor
- Alejandro Reglero — administrativní režisér
- Mike Bozzi — Masteringový inženýr
- Steve Mackey — Programování hudby
- Luis Barrera Jr. — mixař
- Micheline Medina — koordinátor projektu
- Johnny Ortego — technik nahrávání
- Julio Reyes — technik nahrávání
- Natalia Ramírez — technik nahrávání
- Nico Ramírez — technik nahrávání
- Trevor Muzzy — technik nahrávání, vokální producent
- Nathaniel Company — textař (Pouze spanglish verze)
- Janée Bennett „Jin Jin“ — textař (Pouze spanglish verze)

### „Lonely“
- Jennifer Lopez — textař, vokály
- Maluma — textař, vokály
- Kevin ADG — skladatel, producent, mixážní technik, zvukový technik
- Chan El Genio „The Rude Boyz“ — skladatel, producent, mixážní technik, zvukový technik
- Amber Rubi Urena — administrativní koordinátor
- Alejandro Reglero — administrativní režisér
- Mike Bozzi — Masteringový inženýr
- Steve Mackey — Programování hudby
- Luis Barrera Jr. — mixař
- Micheline Medina — koordinátor projektu
- Trevor Muzzy — technik nahrávání, vokální producent

## Historie vydání
| Region | Datum             | Formát                        | Verze                        | Label            |
| ------ | ----------------- | ----------------------------- | ---------------------------- | ---------------- |
| Různě  | 24. září 2020     | Digitální stahování streaming | „Pa' Ti + Lonely“            | Sony Music Latin |
| Itálie | 2. října 2020     | Contemporary hit radio        | „Pa' Ti (Spanglish Version)“ | Sony Music Latin |
| Různě  | 11. prosince 2020 | CD / 12" vinylový singl       | „Pa' Ti + Lonely“            | Sony Music Latin |
| Různě  | 5. února 2021     | 12" vinylový obrazový disk    | „Pa' Ti + Lonely“            | Sony Music Latin |